# Viljo Vellonen
Viljo Vellonen (ur. 24 marca 1920 r., zm. 5 lutego 1995 r.) – fiński biegacz narciarski, srebrny medalista mistrzostw świata.

## Kariera
Nigdy nie startował na zimowych igrzyskach olimpijskich. W 1950 roku wystartował na mistrzostwach świata w Lake Placid. Osiągnął tam największy sukces w swojej karierze wspólnie z Heikkim Hasu, Paavo Lonkilą i Augustem Kiuru wywalczył srebrny medal w sztafecie 4x10 km. Na tych samych mistrzostwach zajął szóste miejsce w biegu na 18 km techniką klasyczną.
Vellonen był także trzykrotnie mistrzem Finlandii: w biegu na 18 km w 1949 roku oraz na 50 km w 1952 i 1953 roku.

## Osiągnięcia

### Mistrzostwa świata
| Miejsce | Dzień    | Rok  | Miejscowość | Konkurencja             | Czas biegu | Strata | Zwycięzca        |
| ------- | -------- | ---- | ----------- | ----------------------- | ---------- | ------ | ---------------- |
| 6.      | 3 lutego | 1950 | Lake Placid | 18 km stylem klasycznym | 1:06:16    | +1:16  | Karl-Erik Åström |
| 2.      | 5 lutego | 1950 | Lake Placid | Sztafeta 4x10 km        | 2:39:59    | +1:52  | Szwecja          |